# Inejiro Asanuma
Inejiro Asanuma (浅沼 稲次郎, Asanuma Inejirō) (Mikaye-jima, Japansko Carstvo, 27. prosinca 1898. – Tokyo, Japan,12. listopada 1960.), bio je japanski političar i ugledan govornik, te predsjednik Japanske socijalističke partije. Zagovarao je uvođenje socijalizma u Japan, te zbližavanje odnosa s Kinom kroz opiranje američkom vanjsko-političkom utjecaju u regiji.
Nad Asanumom je počinjen atentat, kojeg je izvršio nacionalist, tijekom njegova sudjelovanja u političkoj debati na državnoj televiziji u Tokyu. Njegova smrt je u više navrata emitirana diljem Japana, što je izazvalo masovni šok i paniku među populacijom. Atentator je koristio oružje wakizashi, tradicionalan japanski mač.

## Rani život
Asanuma je rođen u Mikaye-jimi, u Tokyu, 27. prosinca 1898. godine (tadašnje Japansko Carstvo).  Njegova je majka preminula tijekom poroda, te ga je zato odgajao otac koji je kasnije preminuo od raka u 42. godini života.
Položio je alma mater na sveučilištu Waseda u Tokyu.

## Politička karijera
Inejiro Asanuma je svoju političku karijeru započeo prije Drugog svjetskog rata te se 1936. godine prvi put uspješno kandidirao za zastupnika u japanskom Parlamentu. Nakon što su sve političke stranke godine 1940. pod pritiskom vladajućih militarista prisilno ujedinjene u tzv. Udruženje pomoći carskoj vladavini, nije se više kandidirao za izbore do završetka režima.
Asanuma je karijeru obnovio nakon japanskog poraza i američke okupacije, kada se istaknuo kao nadareni javni govornik. Godine 1946. ponovno je izabran u Parlament u kojem je ostao sve do svoje smrti. S vremenom je postao jedan od najistaknutijih članova lijevog krila Japanske socijalističke partije, koji se u jeku hladnog rata zalagao za prekid savezništva sa SAD-om, odnosno približavanje Istočnom bloku. Godine 1959. posjetio je Kinu gdje ga je srdačno primio komunistički vođa Mao Zedong. Tijekom svojeg posjeta Beijingu u govoru je nazvao Sjedinjene Američke Države "zajedničkim neprijateljem Japana i Kine". Nakon posjeta je počeo nositi Maovo odijelo; zbog toga je postao predmetom žestokih kritika u velikom dijelu japanske javnosti.
Njegovo priznanje komunističke Kine kao stvarne inačice zemlje je viđeno kao kontroverzno pošto je većina država tada priznavalo vodstvo na otoku Taiwanu kao legitimno predstavništvo države.

## Atentat i nasljeđe
Dana 12. listopada, 1960. godine, sedamnaestogodišnji Otoya Yamaguchi, radikalni nacionalist, počinio je atentat nad Asanumom tijekom političke debate na televiziji par dana prije izbora za japanski Dom zastupnika. Tijekom Asanuminog odgovora u debati, Yamaguchi je potrčao na pozornicu i ubo Asanuma svojim wakizashijem (tradicionalan samurajski mač) u trbuh između rebara, što Asanuma nije preživio. Japanska televizijska tvrtka NHK je snimila debatu za kasnije objavljivanje te je snimka atentata prikazana pred milijunima gledatelja.  Fotografija Asanuminog atentata je fotografu Yasushi Nagaou priskrbila mnoge nagrade.
Japanska javnost je ostala u šoku nakon Asanuminog atentata. Slijedile su mnoge demonstracije protiv nacionalista i vlade, tražeći pravdu za ubojstvo. Ubojica Yamaguchi uhapšen je na mjestu zločina, te je par tjedana poslije počinio samoubojstvo u policijskom pritvoru.
Desno orijentirane grupe su potom slavile Yamaguchija kao mučenika te su mu platili ceremonijalan tradicionalni pogreb. Radikalne nacionalističke i desne grupe slavile su pedestu godišnjicu atentata u parku Hibiya, u Tokyu, 12. listopada 2010. godine

### Citirana dijela
- Newton, Michael. 2014. Inejiro Asanuma (1898–1960). Famous Assassinations in World History: An Encyclopedia [2 volumes]. ABC-CLIO. str. 234–235. ISBN 978-1-61069-286-1